# Тёрстоун, Луис Леон
Лу́ис Ле́он Тёрстоун (также Тёрстон, редк. Льюис Леон Тэрстоун, Тёрстен, англ. Louis Leon Thurstone; 29 мая 1887[…], Чикаго, Иллинойс — 30 сентября 1955, Чапел-Хилл, Северная Каролина) — американский психолог шведского происхождения, исследователь интеллекта, пионер т. н. психометрии, профессор Института Карнеги в Техасе, профессор Чикагского университета. Тэрстоун, прежде всего, известен как автор тестов интеллекта (т. н. «IQ») и отношений. Он также является автором популярных методов факторного анализа. Луис Тэрстоун предложил мультифакторную теорию интеллекта, большое внимание уделял вопросам психологии творчества, является автором ряда методов психологических измерений (психометрии).

## Биография
Луис Терстоун родился в семье шведских эмигрантов Конрада и Софи Терстоунов, фамилия которых изначально была Thünström, однако они вынуждены были её сменить, так как многие американцы были не в состоянии выговорить шведскую фамилию. Конрад Терстоун преподавал математику и фортификацию, а позднее стал лютеранским священником, редактором и издателем газеты. Когда Луису было восемь лет, семья переехала в Стокгольм, однако через шесть лет они вновь вернулись в США.
Хотя прославился Терстоун как психолог, в начале своей карьеры он был инженером. Его первая публикация вышла в журнале Scientific American, когда он ещё не окончил школу (в ней предлагалось оригинальное решение для гидроэлектростанции в районе Ниагарского водопада). После получения диплома магистра инженерного дела в Корнеллском университете (1912), Терстоун был приглашёл на работу в исследовательскую лабораторию Томаса Эдисона в г. Ост-Орандж. Работал преподавателем начертательной геометрии в Миннесотском университете в 1912—1914 гг. В 1914 г. приступил к изучению психологии в Технологическом институте Карнеги, занимаясь прежде всего экспериментальным научением. Работал в нём в качестве ассистента, затем — профессора психологии и декана (1915—1923 гг&). С 1923 г. Терстоун работал психологом и начальником отдела кадров в Бюро управления персоналом Института управления исследованиями в Вашингтоне. В 1924 г. возвратился в Чикагский университет в качестве ассоциированного профессора психологии, с 1927 г. он — полный профессор. Здесь он создал психометрическую лабораторию.
4 сентября 1935 г. в Анн Арборе было основано Психометрическое общество и журнал «Психометрика», главой которого стал Терстоун. Терстоун свыше 24 лет был издателем «American Council on Educational Psychological Examenations». Соредактор «Журнала Социальной Психологии». Председатель Американской психологической ассоциации (APA) в 1932 г., президент Психометрического общества в 1936 г.
Как и многие другие психологи, начинавшие карьеру в естественных науках, Терстоун пришёл в психологию через интерес к процессу обучения. Ещё во время учёбы в колледже он посещал лекции известных психологов — Бентли и Титченера.

## Вклад в науку
Терстоун одним из первых стал применять математические методы в психологии и социологии. Ввел стандарт измерительных шкал по принципу парного сравнения высказываний — «шкалы типа терстоуновских». Отталкиваясь от факторно-аналитических исследований Ч. Спирмена и Р. Кеттелла в области интеллекта, предложил свой вариант многомерного факторного анализа, который приводил к опровержению концепции g-фактора интеллекта Спирмена. При этом Терстоун отказался от предположения об обязательном наличии в матрице интеркорреляций значений вклада единого общего фактора, в силу чего у него появилась возможность выявлять несколько групповых факторов, в частности при исследовании интеллекта в этом качестве выступили: особенности восприятия, пространственные способности, вербальные способности. Эти же математические методы им были использованы при исследовании восприятия. Вместе со своими сотрудниками им было создано около 30 шкал на изучение различных социальных установок — на измерение отношений к войне, смертной казни, церкви, цензуре, общественным институтам, обычаям, расам, нациям.
Сформулировал Закон сравнительных суждений

### Научные публикации
Приведены оригинальные названия.
- «The Nature of Intelligence» (1924)
- «Measurement of Attitudes» (1929)
- «Vectors of the Mind» (1935)
- «Primary Mental Abilities» (1938)
- «Factorial Studies of Intelligence» (1941)
- «Multiple Factor Analysis» (1947)
- «Measurement of Values» (1959, опубликовано после смерти)